# Melikshah
Jalāl al-Dawla Mu'izz al-Dunyā Wa'l-Din Abu'l-Fatḥ ibn Alp Arslān, född 16 augusti 1055, död 19 november 1092, fullständigt namn: persiska: ن جلال الدولہ معوذ الدنیا و الدین ملک شاه بن محمد الپ ارسلان قسیم ), känd under sitt regentnamn Malik-Shah I (persiska: ملک شاه), var den tredje sultanen av Stora Seljukimperiet från 1072 till 1092, under vilken sultanatet nådde sin högsta nivå av makt och inflytande.
Under sin ungdom tillbringade han sin tid med att delta i kampanjer tillsammans med sin far Alp Arslan, tillsammans med hans vezir Nizam al-Mulk. Under en av dessa kampanjer 1072 blev Alp Arslan dödligt sårad och dog bara några dagar senare. Efter det kröntes Malik-Shah som den nya sultanen i riket, men tronföljden ifrågasattes av hans farbror Qavurt. Även om Malik-Shah var den nominella ledaren av Seljukstaten, hade Nizam al-Mulk nära absolut makt under hans regeringstid. Malik-Shah spenderade resten av sin regeringstid med att kriga mot Karakhaniderna på östra sidan och etablera ordning i Kaukasus.

## Biografi
Malik-Shah tillbringade sin ungdom i Isfahan. Enligt den persiska historikern Muhammad bin Ali Rawandi var Malik-Shah ljushyad, lång och något kraftig. När Malik-Shah bara var 9 år gammal deltog han i Alp Arslans kampanj i Kaukasus tillsammans med Nizam al-Mulk, rikets persiska vizier. Samma år gifte han sig med Terken Khatun, dotter till Karakhanid khan Ibrahim Tamghach-Khan. Två år senare, 1066, arrangerade Alp Arslan en ceremoni nära Merv där han utsåg Malik-Shah till sin arvinge och gav honom Isfahan som ett förläning.